# Beit Chabab - Chaouiye & Konaytra
Beit Chabab - Chaouiye & Konaytra è un centro abitato e comune (municipalité) del Libano situato nel distretto di al-Matn, governatorato del Monte Libano.